# Jim Chambers
James Stuart Edward „Jim“ Chambers (* 7. Februar 1957) ist ein ehemaliger englischer Snookerspieler und Billardfunktionär. Er war von 1987 bis 1997 Profispieler und erreichte in dieser Zeit das Achtelfinale eines Event der Turnierserie WPBSA Non-Ranking und achtmal die Runde der letzten 32 eines Ranglistenturnieres sowie Rang 58 der Snookerweltrangliste. Anschließend saß er einige Jahre im Vorstand der World Professional Billiards & Snooker Association.

## Karriere
Chambers machte erstmals auf sich aufmerksam, als er zu Beginn der Hauptrunde der Pontins Spring Open 1979 gegen Colin Roscoe verlor. Sechs Jahre später erreichte er bei einer weiteren Ausgabe des Turnieres das Finale und besiegte in diesem John Parrott. Bei der Ausgabe 1986 verpasste er die Titelverteidigung wegen einer Achtelfinalniederlage gegen Sammy Pavis, während er bei den Watney’s Open erst im Halbfinale ausschied. In der Qualifikation für die English Amateur Championship konnte er dagegen das Finale erreichen, verlor dort aber gegen Anthony Harris. Zur selben Zeit nahm Chambers an der WPBSA Pro Ticket Series teil und konnte auch dort bei einem Event ins Finale einziehen, obgleich er sich dort Gary Wilkinson geschlagen geben musste. Gut ein Jahr später, mit dem Start der Saison 1987/88, begann Chambers’ Profizeit.
Die ersten Profisaisons waren für Chambers von Erfolgen geprägt, denn er erreichte nicht nur das Achtelfinale eines WPBSA-Non-Ranking-Events, sondern auch regelmäßig die Hauptrunde von Ranglistenturnieren, darunter auch mehrfach die zweite Runde der Hauptrunde, die Runde der letzten 32. Dadurch stand er nach drei Spielzeiten auf Rang 58 der Weltrangliste, der besten Platzierung seiner Karriere. Dank weiterer, wenn auch vereinzelterer Hauptrundenteilnahmen während der nächsten beiden Spielzeiten konnte sich Chambers bis 1992 in etwa auf dem gleichen Niveau halten und verschlechterte sich nur leicht auf Platz 66. Danach brach Chambers’ Form jedoch ein und der Engländer erreichte so gut wie keine Hauptrunden mehr. Dadurch stürzte er auf Rang 173 ab, womit er Mitte 1997 sich nicht mehr sportlich für die nächste Saison qualifizieren konnte und seine Profikarriere beendete. Wahrscheinlich von März 1997 bis 2004 saß er im Vorstand der World Professional Billiards & Snooker Association. Laut dem Companies House wurde er bereits 1995 gewählt, im Zeitraum zwischen Januar 1997 und Januar 2000 gibt die Behörde allerdings keine Tätigkeit von Chambers im WPBSA-Vorstand an. Ferner war Chambers von 1995 bis 1998 Vorstandsmitglied der English Association of Snooker and Billiards. Zu diesem Zeitpunkt lebte er in Walsall in den Midlands.

## Erfolge
| Ausgang         | Jahr | Turnier                                 | Finalgegner    | Ergebnis |
| --------------- | ---- | --------------------------------------- | -------------- | -------- |
| Amateurturniere |      |                                         |                |          |
| Sieger          | 1985 | Pontins Spring Open                     | John Parrott   | 7:6      |
| Zweiter         | 1986 | WPBSA Pro Ticket Series 87/88 – Event 4 | Gary Wilkinson | 1:5      |